# Max-Bill-Schule
Die Max-Bill-Schule (auch OSZ Planen - Bauen - Gestalten) ist ein öffentliches Oberstufenzentrum in Berlin-Weißensee für bautechnische und gestalterische Berufe. Namensgeber ist der Schweizer Architekt und Maler Max Bill (1908–1994).
Die Schule entstand 2018 durch Fusion der beiden bereits zuvor auf dem gemeinsamen Campus in Weißensee ansässigen Oberstufenzentren Marcel-Breuer-Schule (OSZ Holztechnik, Glastechnik und Design) und Martin-Wagner-Schule (OSZ Bautechnik II). Die Fusion erfolgte zum Teil gegen den Willen der beiden Schulgemeinschaften und führte zur Absetzung des damaligen Schulleiters der Marcel-Breuer-Schule.

## Profil
Die Max-Bill-Schule bietet sehr unterschiedliche Bildungsgänge an, die jeweils eigene Zugangsvoraussetzungen und Abschlussziele haben. So vergibt das berufliche Gymnasium die allgemeine Hochschulreife in 3 Jahren und bietet auf dem Weg dorthin unterschiedliche Profile an, die jeweils einen Bezug zum Schwerpunkt Gestaltung aufweisen.
Davon getrennt werden am Standort diverse duale Ausbildungsberufe durch die jeweilige Berufsschule abgedeckt, wobei hier der Schwerpunkt auf bauspezifischen Handwerksberufen liegt.
Daneben ist es möglich, die Fachhochschulreife zu erwerben, je nach Laufbahn 1-, 2- oder 3-jährig, wobei die Schwerpunkte Architektur, Bauwesen oder Gestaltung möglich sind. Eine Besonderheit ist die Möglichkeit einer doppelten Qualifizierung, das heißt die Fachhochschulreife in Kombination mit der vollschulischen Ausbildung zum gestaltungstechnischen Assistenten.
| Abteilung 1                                       | Abteilung 2 | Abteilung 3 | Abteilung 4 |
| ------------------------------------------------- | --- | --- | --- |
| Berufliches Gymnasium (BG)                        | Berufsschule (OB) | Berufsfachschule (BFS) und Berufsschule (OB) | Berufsfachschule (BFS), Berufsoberschule (BOS) und Fachoberschule (FOS) |
| Abschlussziel: allgemeine Hochschulreife (Abitur) | Ausbildung im Bereich: Bodenleger/in, Fachkraft für Möbel-, Küchen- und Umzugsservice, Glaser/in, Glasveredler/in, Holzmechaniker/in, Tischler/in, Parkettleger/in, weiteres Angebot: Berufsvorbereitung (BvB) | Ausbildung im Bereich: Bauzeichner/in, Beton- und Stahlbetonbauer, Gerüstbauer/in, Maurer/in, Zimmerer/in, weiteres Angebot: Willkommensklassen | Ausbildung/Abschlussziel: u. a. Doppelqualifizierung gestaltungstechnische Assistentinnen und Assistenten mit Fachhochschulreife im Bereich Design, weiteres Angebot: integrierte Berufsausbildungsvorbereitung (IBA) |

## Kooperationen
Als eines der größten Oberstufenzentren Berlins arbeitet die Max-Bill-Schule natürlich mit zahlreichen Institutionen und Firmen zusammen. Im Bereich der Schulen sind die Heinz-Brandt-Schule und die Reinhold-Burger-Schule hervorzuheben, weil diese seit langem mit dem beruflichen Gymnasium der Max-Bill-Schule und vormals der Marcel-Breuer-Schule kooperieren, unter anderem Lehrpläne aufeinander abstimmten und gemeinsame Referendare ausbildeten.
Gerade im Bereich der beruflichen Bildung ist die Zusammenarbeit mit der Handwerkskammer Berlin und der IHK Berlin sowie diverser Innungen zu erwähnen. Hinzu kommen Kooperationen mit Firmen aus den Berufsbildern.
In kulturellen Zusammenhängen kooperiert die Max-Bill-Schule im Rahmen des Projektes TuSch mit dem Berliner Ensemble und ist im Netzwerk der Kulturagenten für kreative Schulen aktiv.

## Preise und Auszeichnungen
- Berliner Klimaschule
- Umweltschule in Europa
- Projektorientierte Schule